# Parti conservateur croate
Le Parti conservateur croate (en croate : Hrvatska konzervativna stranka, HKS) est un parti politique conservateur croate. 

## Historique
Fondé le 20 novembre 2014, il est mené par Ruža Tomašić, députée européenne et ancienne dirigeante du Parti croate du Droit - Ante Starčević.
Il a rejoint le Parti des conservateurs et réformistes européens en mai 2015, et sa seule députée européenne siège au sein du groupe des Conservateurs et réformistes européens.
Le parti forme une liste d'union avec le Hrvatski Rast à l'occasion des élections européennes de 2019.